# Niedersächsische Schulinspektion

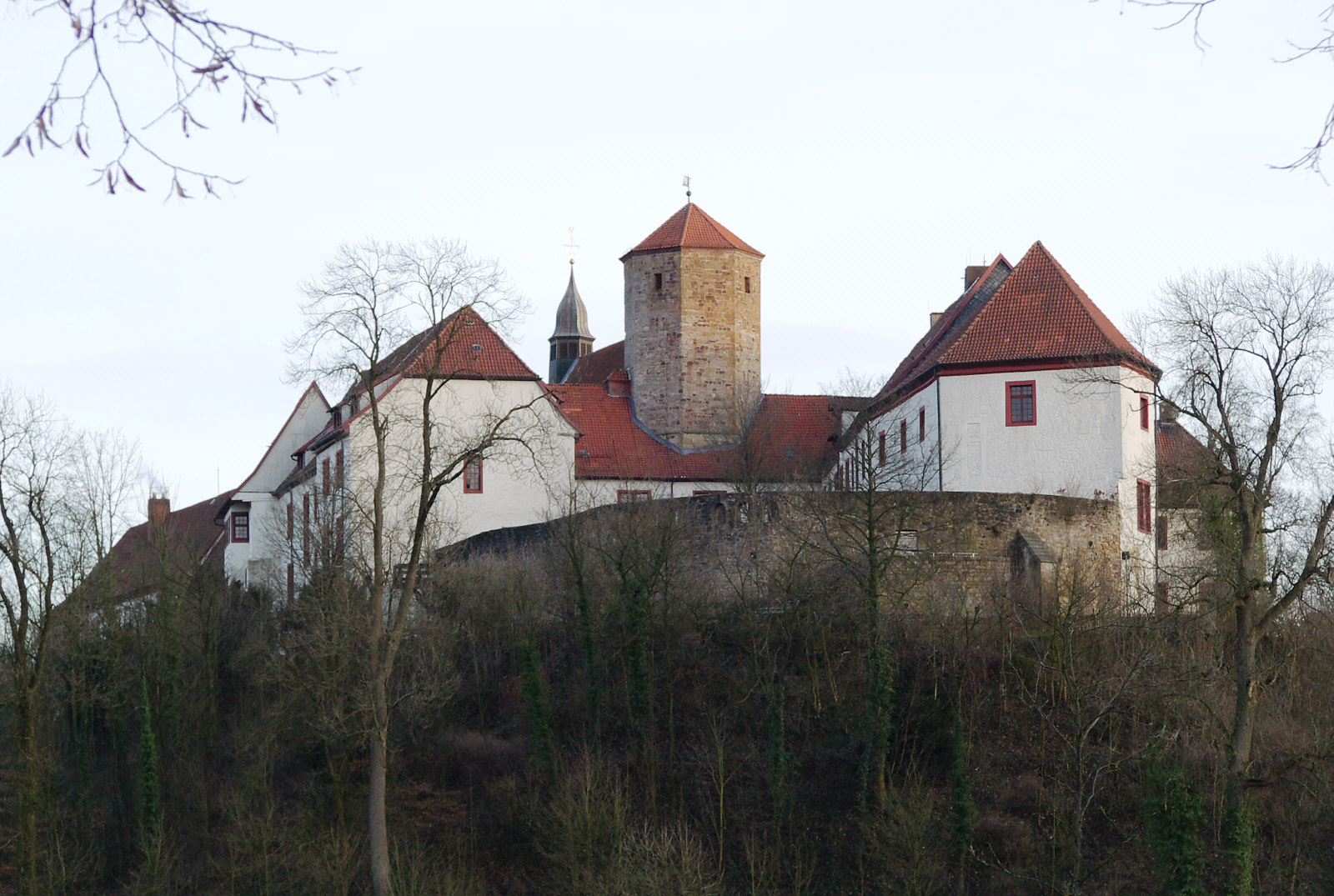
Schloss Bad Iburg, bis 31. Dezember 2010 Sitz der Niedersächsischen Schulinspektion

Die Niedersächsische Schulinspektion (NSchI) war eine Landesbehörde im Geschäftsbereich des Niedersächsischen Kultusministeriums und hatte bis Ende 2010 ihren Sitz im Schloss in Bad Iburg. Das NSchI wurde zum 31. Dezember 2010 aufgelöst und seine Aufgaben vom Niedersächsischen Landesinstitut für schulische Qualitätsentwicklung übernommen.

## Beschreibung
Niedersachsen hat als erstes Bundesland aufgrund eines Kabinettbeschlusses vom 19. April 2005 eine eigenständige flächendeckende Schulinspektion für alle Schulformen ab dem 1. Mai 2005 eingeführt. Sie ist Teil der Schulaufsicht, aber in ihren Evaluationsaufgaben organisatorisch und personell von der Schulaufsicht im engeren Sinne getrennt. Ziel der Inspektion ist die Qualitätsverbesserung an Schulen. Die Schulinspektion wird auch als externe Evaluation bezeichnet. Sie ergänzt sich somit mit der internen Evaluation durch ein Selbstevaluationsinstrument wie beispielsweise SEIS bzw. ein umfassendes Qualitätsmanagement wie z. B. EFQM.
Zum 31. Dezember 2010 wurde die NSchI aufgelöst, die Aufgaben der Schulinspektion in Niedersachsen werden seit dem 1. Januar 2011 vom Niedersächsischen Landesinstitut für schulische Qualitätsentwicklung (NLQ) – Abteilung 2 (Evaluation und Schulinspektion) wahrgenommen. Diese neue Behörde entstand durch die Zusammenführung der Nds. Schulinspektion und des Nds. Landesamtes für Lehrerbildung und Schulentwicklung (NiLS). Sitz der neuen Behörde ist Hildesheim.
In die Schulinspektion werden alle öffentlichen Schulen des Landes Niedersachsen regelmäßig einbezogen, in der Erstinspektion auf der Grundlage eines Erlasses vom 7. April 2006. Der erste Inspektionsdurchgang (Bestandsaufnahme) wurde im November 2012 abgeschlossen. Das Personal der Inspektionsteams – Lehrkräfte aller Schulformen mit Leitungserfahrung – wurde durch Fortbildungen besonders qualifiziert.

## Erstinspektion
Die Auswahl der zu inspizierenden Schulen erfolgte nach dem Zufallsprinzip. Die Schulen konnten sich der Inspektion nicht entziehen, sie waren zur Mitarbeit verpflichtet und wurden sechs bis acht Wochen vor dem Inspektionstermin informiert.
Die Inspektion einer Schule beruhte im Wesentlichen auf vier Quellen der Informationsgewinnung und -bewertung:
- Daten- und Dokumentenanalyse (Jahresstatistik über vier Jahre, Schulprozessbeschreibungen, Aktivitäten der Schule, Pressespiegel u. a.)
- Unterrichtsbeobachtungen mit einheitlichen Beobachtungsbögen, deren Inhalt allen Lehrkräften bekannt gemacht wurde. Nach der Inspektion wurden die Bögen vernichtet.
- Interviews mit den an der Schule beteiligten Gruppen (Schulleitung, Lehrkräfte, Schülerschaft, Eltern und ggf. Betrieben bei berufsbildenden Schulen)
- Schulrundgang durch die Gebäude und das Schulgelände.

Die Inspektionsteams erstellten einen schriftlichen Bericht über ihren mehrtägigen Schulbesuch, der den Schulen, dem Schulträger und der Schulaufsicht übergeben wurde. Der Inspektionsbericht sollte der Schule einen fundierten Hinweis für die Qualitätsverbesserung und Weiterentwicklung der schulischen Arbeit liefern. Ein öffentliches Ranking der inspizierten Schulen war nicht vorgesehen.
Eine Nachinspektion wurde durchgeführt, wenn Schulen in der Erstinspektion schlecht abschnitten, d. h. wenn acht oder mehr der 15 bewerteten Kriterien oder mehr als zwei der vier Unterrichtskriterien mit der schlechtesten Bewertung „schwach“ oder „eher schwach als stark“ beurteilt wurden. Bis 2008 betraf dies etwa fünf Prozent aller bis dahin inspizierten Schulen, in 2010 betrug diese Prozentzahl sieben Prozent.

## Weiterentwickeltes Inspektionsverfahren
Mit Beginn des Jahres 2013 ist die Niedersächsische Schulinspektion in die Pilotphase eines weiterentwickelten Verfahrens eingetreten. Während der Pilotphase wurden unterschiedliche Inspektionsmodi sowie -schwerpunkte erprobt. Ein im Vergleich zur Erstinspektion verändertes Verfahren, das einem durchgehend dialogischen Ansatz verfolgt, wurde entwickelt.
Einige Elemente der Erstinspektion, wie z. B. die Unterrichtseinsichtnahme, bleiben auch in der Weiterentwicklung erhalten, viele Aspekte wurden jedoch aufgrund der Erfahrungen aus der ersten Inspektionsrunde verworfen, verändert oder neu hinzugefügt. Als wichtigste Neuerungen zu benennen sind der dialogische Ansatz des Verfahrens, die Konzentration auf wenige ausgewählte Bereiche sowie die Konzentration auf den Prozesscharakter aller schulischen Aufgaben.
Grundlage der Inspektion ist das Kernaufgabenmodell. In diesem Modell sind sechs schulische Handlungsfelder definiert ("Schule leiten", "Schulentwicklung steuern", "Bildungsangebote gestalten", "Kooperationen entwickeln", "Ergebnisse und Erfolge beachten"), denen jeweils durchschnittlich vier Kernaufgaben zugeordnet sind. Insgesamt werden im Modell 21 Kernaufgaben definiert.
Im Rahmen einer Schulinspektion werden bis zu sieben Kernaufgaben betrachtet und inspiziert. Somit entsteht im Inspektionsverfahren im Gegensatz zur Erstinspektion kein umfassendes Bild der Schule. Während der verschiedenen Pilotphasen wurden teils fünf, teils sechs Kernaufgaben als zu inspizierend festgelegt. Dabei war die Auswahl dieser Kernaufgaben überwiegend durch die Inspektion vorgegeben, wenige Kernaufgaben konnte die zu inspizierende Schule selbst (teils aus einer eingeschränkten Auswahl) festlegen.
Das Kernaufgabenmodell (2013) basiert auf dem Orientierungsrahmens Schulqualität (2003, Weiterentwicklung 2006). Es greift Qualitätsmerkmale auf und stellt sie in einen prozessorientierten Zusammenhang. Der Erlass zur weiterentwickelten Schulinspektion trat zum 1. August 2014 in Kraft.
Das weiterentwickelte Inspektionsverfahren versteht sich als dialogisches Verfahren. Zentrales Instrument ist die Qualitätseinschätzung in Schulen (QES), die softwareunterstützt erfasst wird. Dabei schätzt sich die Schule in der Vorbereitung der Inspektion selbst in den betrachteten Handlungsfeldern ein und belegt diese Einschätzung mit entsprechenden Verweisen auf unterstützende Verfahren, Dokumente etc. Im Gegensatz zum ersten Inspektionsverfahren ist die Art und Anzahl der zu übersendenden Daten und Dokumente, mit denen die Angaben belegt werden, nicht festgelegt. Zusammen mit den benannten Dokumenten (z. B. Konzepten, Protokollen, Prozess- und Verfahrensbeschreibungen) wird die Selbsteinschätzung an das Inspektorenteam übersandt, welches dann noch vor dem Schulbesuch auf der Grundlage der überlassenen Dokumente eine eigene Sicht auf die Schule erarbeitet und formuliert.
Während des Schulbesuchs finden Gespräche des Inspektionsteams mit Schulleitung, Lehrkräften, Schülerschaft und Eltern statt (Dauer jeweils ca. 90 Minuten). In diesen Gesprächen werden die inspizierten Handlungsfelder betrachtet und so die Sicht der Inspektoren, die in der Vorbereitung des Schulbesuchs in der Selbsteinschätzung der Schule niedergelegt wurde, erweitert, ergänzt oder revidiert.
Ein wichtiges abschließendes Ergebnis der Schulinspektion ist die Einschätzung der einzelnen betrachteten Kernaufgaben. Dabei ist das Hauptkriterium die Einschätzung der Prozessqualität (somit des Prozessmanagements) in den jeweiligen Bereichen. In vier Abstufungen kann eine Einschätzung erfolgen: Grundanforderungen werden nicht erfüllt; der Prozess ist entwickelt; der Prozess ist eingeführt; der Prozess ist abgesichert.
Zur Erläuterung der Ergebnisse in den Handlungsfeldern erhalten Schulen eine Darstellung der durch das Inspektorenteam wahrgenommenen Stärken und Verbesserungsbereiche. Gemeinsam mit der Schulleitung werden in einem sog. Abgleichgespräch ggf. auch Ansätze für ein mögliches Anschlusshandeln formuliert.
Neben den Ergebnissen aus der Einschätzung der Prozessqualität werden als weiteres Ergebnis statistische Daten aus den Unterrichtsbeobachtungen, die während des Inspektionsbesuchs stattfinden, präsentiert. Für das weiterentwickelte Inspektionsverfahren ist ein neuer Unterrichtsbeobachtungsbogen (UBB) für Niedersachsen entwickelt worden. Dieser Bogen soll zukünftig auch in anderen Beobachtungssituationen außerhalb der Schulinspektion, etwa bei kollegialen Hospitationen, anwendbar sein.
Unterrichtsbeobachtungen finden während der Inspektion durch jeweils einen Inspektor statt. Dabei verbleibt er für ca. 20 Minuten in einer Klasse, so dass in einer regulären 45-Minuten-Schulstunde zwei Klassen bzw. Lehrkräfte besichtigt werden können. Lediglich zu Beginn einer Schulinspektion besichtigt das komplette Inspektionsteam eine komplette Schulstunde gemeinsam für die sog. Kalibrierung (also die Abstimmung der Arbeit mit dem Beurteilungsbogen).
Im Unterschied zum ersten Inspektionsverfahren findet ein Schulrundgang durch die Gebäude und das Schulgelände nicht mehr statt. Diese Aspekte haben keinen Einfluss mehr auf das Inspektionsergebnis. Ebenso gibt es keine Nachinspektionen mehr. Der Inspektionsbericht (bestehend aus der Einschätzung der Prozessqualität sowie Statistiken der Unterrichtsbeobachtung) wird der jeweiligen Schule übergeben, auch der zuständige schulfachliche Dezernent erhält diese Ergebnisse.